# Municipio de Wythe
El municipio de Wythe (en inglés: Wythe Township) es un municipio ubicado en el condado de Hancock en el estado estadounidense de Illinois. En el año 2010 tenía una población de 248 habitantes y una densidad poblacional de 2,51 personas por km².

## Geografía
El municipio de Wythe se encuentra ubicado en las coordenadas 40°20′31″N 91°19′40″O / 40.34194, -91.32778. Según la Oficina del Censo de los Estados Unidos, el municipio tiene una superficie total de 98.67 km², de la cual 98,63 km² corresponden a tierra firme y (0,04 %) 0,04 km² es agua.

## Demografía
Según el censo de 2010, había 248 personas residiendo en el municipio de Wythe. La densidad de población era de 2,51 hab./km². De los 248 habitantes, el municipio de Wythe estaba compuesto por el 99,6 % blancos y el 0,4 % eran de una mezcla de razas. Del total de la población el 0 % eran hispanos o latinos de cualquier raza.